# Archagonum
Archagonum is een geslacht van kevers uit de familie van de loopkevers (Carabidae). De wetenschappelijke naam van het geslacht is voor het eerst geldig gepubliceerd in 1953 door Basilewsky.

## Soorten
Het geslacht Archagonum omvat de volgende soorten:
- Archagonum dichroum (Putzeys, 1880)
- Archagonum hirtum (Raffray, 1886)